# كينغ أوف ثورن
كينغ أوف ثورن (بالإنجليزية: King of Thorn)‏ هي سلسلة مانغا يابانية نشرت في أكتوبر 2002 حتى أكتوبر 2005 وتم جمعها في 6 تانكوبون.